# Thomas Jean Chassereaux
Thomas Jean Chassereaux (ou Thomas Jean Chasseraux), né le 7 novembre 1763 à Bain-de-Bretagne, mort le 5 octobre 1840 à Paris, est un général français de la Révolution et de l’Empire.

## Biographie

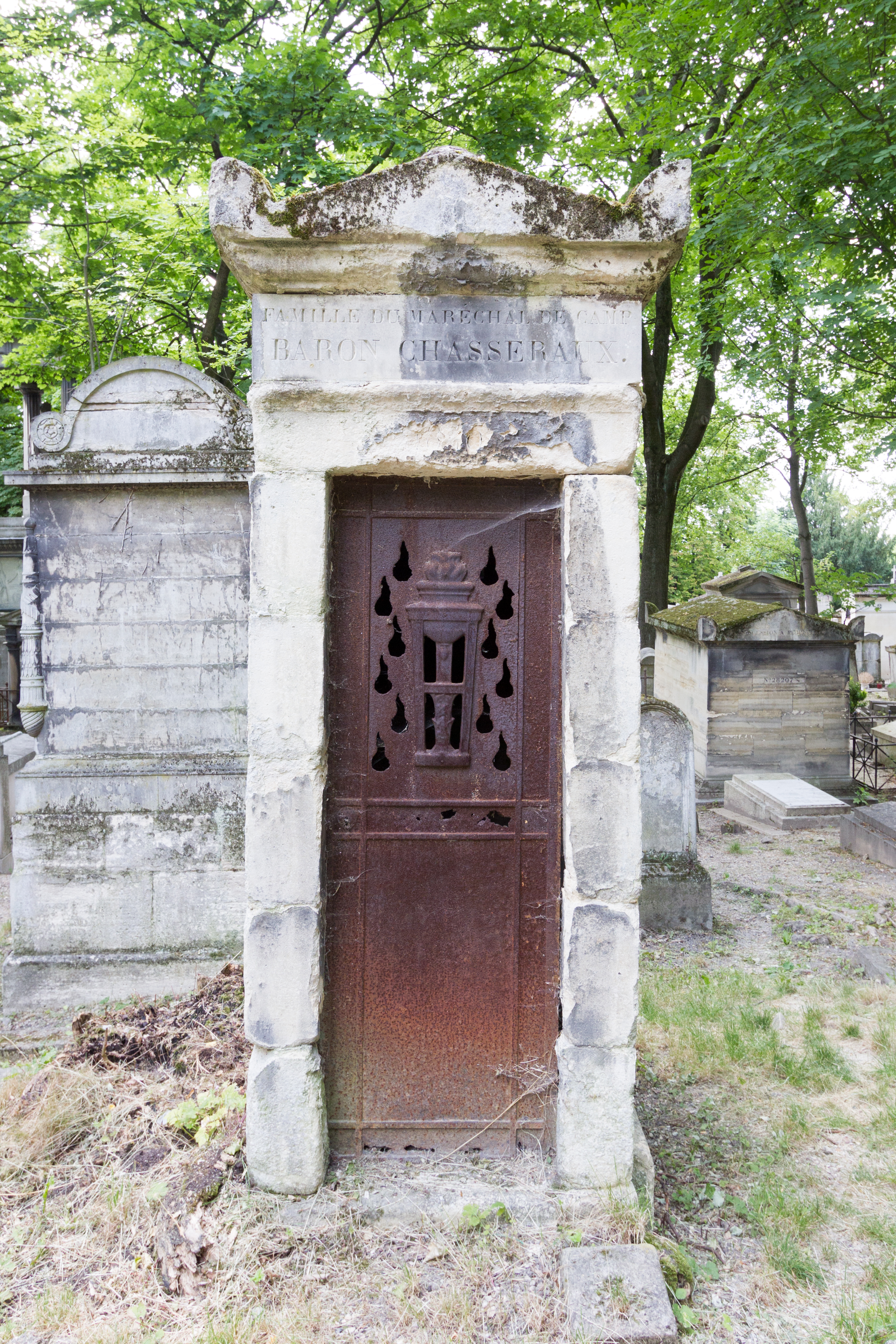
Chapelle du général-baron Chassereaux au cimetière du Père-Lachaise.

Thomas Jean Chassereaux, fils de Thomas Chasseraux, sieur de la Giraudière, et de Julienne Bautamy, entre au service le 23 octobre 1791 comme capitaine dans le 1er bataillon de volontaires du Finistère.
Il fait les guerres de 1792 à l'an V à l'armée du Nord, et celles de l'an VI à l'an IX à l'armée du Rhin, où il mérite par ses services le grade de chef de bataillon provisoire, qui lui est accordé par le général Brune le 17 octobre. Confirmé dans son grade par arrêté du premier Consul Bonaparte du 20 juillet 1800, il passe à l'armée de l'Ouest en l'an X. Incorporé dans la 66e demi-brigade de ligne, devenue 63e régiment le 24 avril 1803, il a été mis à la suite dans son grade et avec solde d'activité, par décision du Consulat, le 5 du même mois.
Attaché au 50e régiment de ligne le 6 vendémiaire an XII, il est nommé le 30 frimaire, major du 32e de ligne, et membre de la Légion d'honneur le 4 germinal de la même année.
Le 16 mai 1806, l'Empereur lui confie le commandement du 40e de ligne, avec lequel il fait les campagnes de la Grande Armée de Prusse en 1806 et de Pologne en 1807. Blessé d'un coup de feu à la main gauche à la bataille d'Iéna le 14 octobre 1806, il reçoit la croix d'officier de la Légion d'honneur le 14 mai 1807.
L'Empereur l'envoie en Espagne en 1808, lui accorde le titre de baron de l'Empire le 15 août, et le nomme commandant de la Légion d'honneur le 17 décembre suivant. Le maréchal Mortier le recommande particulièrement à Napoléon Ier pour sa brillante conduite à la bataille d'Ocaña le 19 décembre 1809, dont il contribue à assurer le succès par une marche en avant qu'il fait à la tête du 40e, et où il est atteint d'un coup de feu à l'épaule droite.
Il se fait remarquer encore le 11 août 1810, au combat Vila Garcia où son régiment fait partie de la brigade Brayer, laquelle charge à la baïonnette les 5 000 hommes qu'elle a devant elle, et s'empare du plateau qu'ils défendent. Les Français se trouvant alors maîtres des hauteurs, la victoire est décidée en leur faveur.
Il est ensuite employé au siège de Badajoz, y commande plusieurs fois la tranchée. Le journal du siège nous apprend qu'il vient d'en prendre le commandement le 31 janvier 1811, à midi, lorsque deux ou trois heures après, quatre bataillons espagnols, pourvus de deux pièces de canon font une brusque sortie sur les assiégeants et s'emparent d'une partie des ouvrages. Chassereaux les déloge, les poursuit jusque sous le chemin couvert du fort, et leur fait essuyer des pertes considérables. Ayant ensuite passé la nuit à lier les tranchées, à rétablir les communications, et à perfectionner une partie des ouvrages qui se prolongeaient sur la gauche de la place, il est parvenu le lendemain matin à réparer le mal causé par l'attaque de la veille.
Son activité à Ocaña et pendant toute la campagne d'Andalousie (1810) lui vaut le brevet de général de brigade le 6 août 1811, et il est dès lors employé avec ce grade dans le Midi de l'Espagne. L'Empereur le charge le 22 février suivant, du commandement des troupes de différentes armes réunies sur les frontières de la péninsule.
Rentré en France par autorisation au mois d'octobre suivant, il sert à partir du 22 janvier 1813, au corps d'observation du Rhin, obtient le 4 mai, le commandement de la place de Weißenfeld (de), et le 26 septembre celui de Mersebourg. Mis en disponibilité le 2 octobre, Napoléon lui confie le 17 janvier 1814, le commandement du département du Loiret (Orléans), et le charge le 8 mars suivant, de réorganiser la levée en masse de ce département.
Louis XVIII lui donne le 16 août 1814, la croix de Saint-Louis, et le maintient dans son commandement du département du Loiret le 22 janvier 1815. Pendant les Cent-Jours, il organise en dix jours dix bataillons qui sont dirigés sur Besançon, et est mis à la tête d'une brigade faisant partie du camp placé entre Saint-Denis et la Villette.
Mis en disponibilité le 25 mars suivant, placé au traitement de non-activité le 1er janvier 1816, et compris comme disponible dans le cadre de l'état-major général de l'armée, conformément à l'ordonnance du 30 décembre 1818, le général baron Chasseraux se retire dans ses foyers, et est admis à la retraite le 1er décembre 1824.
Il est mort à Paris le 5 octobre 1840 et est inhumé au cimetière du Père-Lachaise, division 28 (derrière le monument du général Foy).

## Titres
- Baron de l'Empire par lettres patentes du 28 mai 1808.

## Décorations
- Légion d'honneur :
  - Légionnaire, décret du Premier Consul du 15 avril 1804, puis,
  - Officier, décret impérial du 14 mai 1807, puis,
  - Commandant de la Légion d'honneur, décret impérial du 17 décembre 1809 ;
- Ordre royal et militaire de Saint-Louis :
  - Chevalier, ordonnance royale de Louis XVIII du 16 août 1814.

## Armoiries
| Figure | Blasonnement |
|        | Armes du baron Chassereaux et de l'Empire Écartelé : au I, d'azur, à un lévrier courant d'or, colleté du même ; au II du quartiers des Barons militaires de l'Empire ; au III, de gueules, à deux drapeaux français d'or, passés en sautoir, surmontés d'une étoile d'argent ; au IV, d'azur, à une forteresse d'argent, ouverte et ajourée de sable, flanquée de deux tours d'argent, celle à senestre en ruines., |